# Daradax fusipennis
Daradax fusipennis är en insektsart som beskrevs av Walker 1857. Daradax fusipennis ingår i släktet Daradax och familjen Tropiduchidae. Inga underarter finns listade i Catalogue of Life.